# 三一合唱團
三一合唱團，台灣人首支公開發表自創曲的合唱團，成立於台灣日治時期的1942年。
三一合唱團乃由陳泗治牧師發起組成，組成人員則來自台北雙連、萬華、大稻埕等三個教會詩班，人數則達40人。其中，在台北公會堂演出，由陳泗治作詞作曲的神的羔羊清唱曲，是首支台灣人公開公佈的創作曲，而當時獨唱者則是後來投入童謠製作的呂泉生。